# 穆穆卢
穆穆卢（法語：Moumoulous）是法国上比利牛斯省的一个市镇，位于该省北部，和热尔省接壤，属于塔布区。该市镇总面积3.36平方公里，2009年时的人口为48人。

## 人口
穆穆卢人口变化图示